# ルキウス・コルネリウス・スキピオ (紀元前259年の執政官)
ルキウス・コルネリウス・スキピオ（ラテン語: Lucius Cornelius Scipio, 生没年不詳、紀元前3世紀）は、共和政ローマの政治家、軍人。第一次ポエニ戦争で活躍した。

## 出自
パトリキの名門コルネリウス氏族の出身で、スキピオ家も代々執政官を輩出している名門中の名門である。
- 父：ルキウス・コルネリウス・スキピオ・バルバトゥス、紀元前298年の執政官
  - 兄弟：グナエウス・コルネリウス・スキピオ・アシナ、紀元前260年の執政官
  - ルキウス・コルネリウス・スキピオ
    - 息子：グナエウス・コルネリウス・スキピオ・カルウス、紀元前222年の執政官
    - 息子：プブリウス・コルネリウス・スキピオ、紀元前218年の執政官
      - 孫：スキピオ・アフリカヌス、第二次ポエニ戦争の英雄

## 経歴
紀元前259年に執政官に就任、同僚執政官はガイウス・アクィッリウス・フロルス であった。ローマ海軍を率いてカルタゴ領コルシカ島のアレリア占拠に成功したが、サルディニア島のオルビア攻略には失敗した。しかしティトゥス・リウィウスの概略（ペリオカエ）には、サルディニアとコルシカ、カルタゴの将軍ハンノに勝利したとある。そしてカルタゴ、サルディニア、コルシカに勝利したとして凱旋式を挙行している。
次の年、ガイウス・ドゥイリウスと共にケンソルを務めたと考えられているが、カピトリヌスのファスティの損傷も激しく、詳しい事は分かっていない。